# Summer Love Songs
Summer Love Songs es un álbum compilatorio de The Beach Boys, editado el 19 de mayo de 2009. 

## Características
En esta compilación se encuentran nuevas mezclas en estéreo de canciones clásicas del grupo, extraídas de los másteres originales. Como lo describe el título, contiene baladas de amor incluyendo "God Only Knows", "Please Let Me Wonder", y "Don't Worry Baby" y "Good to My Baby". Tiene seis canciones que originalmente se encontraban en mono, mezcladas ahora en estéreo, tres de estas seis canciones que aparecen en el álbum fueron mezcladas en estéreo por primera vez, "Why do Fools Fall in Love", "Don't Worry Baby" y "Time To Get Alone", mientras que se presentaron nuevas mezclas en estéreo de "Hushabye", "I'm So Young" y "Good To My Baby". Una rareza que se incluye en este álbum es "Fallin' In Love", una canción escrita y cantada por Dennis Wilson grabada presuntamente durante las sesiones del álbum Sunflower de 1970, inédita hasta el lanzamiento de este álbum.

## Lista de canciones
1. "Don't Worry Baby" - 2:51
  - Nueva mezcla en estéreo de la versión analógica original.
2. "Why Do Fools Fall In Love" - 2:35
  - Nueva mezcla en estéreo de la versión analógica original.
3. "Wouldn't It Be Nice" - 2:33
  - Remasterizado digitalmente 2000 (mezcla estéreo)
4. "God Only Knows" - 2:55
  - Remasterizado digitalmente 1996 (mezcla estéreo)
5. "Surfer Girl (canción)" - 2:28
  - Remasterizado digitalmente 2001
6. "California Girls" - 2:47
  - Mezcla estéreo
7. "Please Let Me Wonder" - 2:52
  - Remasterizado digitalmente 2007
8. "In The Parkin' Lot" - 2:04
  - Remasterizado digitalmente 2009.
9. "Your Summer Dream" - 2:29
  - Remasterizado digitalmente 2009.
10. "Kiss Me, Baby" - 2:43
  - Estéreo
11. "Hushabye" - 2:44
  - Nueva mezcla estéreo.
12. "I'm So Young" - 2:34
  - Nueva mezcla estéreo.
13. "Good to My Baby" - 2:21
  - Nueva mezcla estéreo.
14. "Fallin' In Love" - 3:03
  - Canción escrita y cantada por Dennis Wilson, totalmente inédita hasta el momento.
15. "Time To Get Alone" - 2:57
  - Nueva mezcla estéreo.
16. "Our Sweet Love" - 2:40
  - Remasterizado digitalmente 2009
17. "Help Me, Rhonda" - 2:48
  - Remasterizado digitalmente 2001 (mono)
18. "Keep An Eye On Summer" - 2:24
  - Remasterizado digitalmente 2009.
19. "Don't Talk (Put Your Head on My Shoulder)" - 2:59
  - Mezcla estéreo, (remasterizado digitalmente en 1996)
20. "Girls On The Beach" - 3:01
  - Remasterizado digitalmente.